# バンサンゾ・カラベッタ
バンサンゾ・カラベッタ（Vincenzo Carabetta、1973年9月7日 - ）はフランスのオー＝ラン県ミュルーズ出身の柔道選手。階級は86kg級と90kg級。身長178cm。5人兄弟で、兄のブルーノ・カラベッタはソウルオリンピック66kg級銅メダリスト。

## 人物
1993年のヨーロッパジュニア86kg級で3位になった。1994年にはヨーロッパ選手権で2位になると、フランス語圏競技大会では優勝した。地元のパリで初開催となったワールドカップ団体戦ではチームの優勝に貢献した。1996年のアトランタオリンピックには出場できなかったが、嘉納杯で優勝を飾った。1998年にはフランス国際の90kg級で2位、ヨーロッパ選手権で3位になると、ワールドカップ団体戦でも3位だった。2000年にはロシア国際で2位になるも、シドニーオリンピックには出場できなかった。2001年のフランス語圏競技大会で優勝した。

## 主な戦績
86kg級での戦績
- 1993年 - ヨーロッパジュニア　3位
- 1994年 - フランス国際　3位
- 1994年 - ドイツ国際　3位
- 1994年 - ハンガリー国際　優勝
- 1994年 - ヨーロッパ選手権　2位
- 1994年 - フランス語圏競技大会　優勝
- 1994年 - ワールドカップ団体戦　優勝
- 1995年 - フランス国際　3位
- 1996年 - 嘉納杯　優勝

90kg級での戦績
- 1998年 - フランス国際　2位
- 1998年 - ヨーロッパ選手権　3位
- 1998年 - ワールドカップ団体戦　3位
- 2000年 - ロシア国際　2位
- 2001年 - フランス語圏競技大会　優勝

(出典)。